# Sāyla
Sāyla är en ort i Indien.   Den ligger i distriktet Surendranagar och delstaten Gujarat, i den västra delen av landet, 900 km sydväst om huvudstaden New Delhi. Sāyla ligger 135 meter över havet och antalet invånare är 15 376.
Terrängen runt Sāyla är platt. Runt Sāyla är det tätbefolkat, med 297 invånare per kvadratkilometer. Trakten runt Sāyla består till största delen av jordbruksmark.